# Ça s'est passé dans mon quartier
Pour plus de détails, voir Fiche technique et Distribution.
Ça s'est passé dans mon quartier (Pasó en mi barrio) est un film argentin réalisé par Mario Soffici, sorti en 1951.

## Fiche technique
- Titre : Ça s'est passé dans mon quartier
- Titre original : Pasó en mi barrio
- Réalisation : Mario Soffici
- Scénario : Carlos A. Olivari et Sixto Pondal Ríos
- Musique : Tito Ribero
- Photographie : Francis Boeniger
- Montage : Atilio Rinaldi et Ricardo Rodríguez Nistal
- Production : Eduardo Bedoya
- Société de production : Artistas Argentinos Asociados
- Pays :  Argentine
- Genre : Drame et film musical
- Durée : 78 minutes
- Dates de sortie : 
  -  Argentine : 20 décembre 1951

## Distribution
- Tita Merello : Dominga
- Mario Fortuna : Genaro
- Alberto de Mendoza : Mingo
- Paride Grandi : Nicola
- Mirtha Torres : Rosita
- Daniel Tedeschi : Pablo
- Sergio Renán : Emilio
- Carlos Cotto : Chamorro
- Luis Medina Castro : Carozo
- Benito Cibrián : M. Mouriño
- Domingo Mania : Burgueño
- Juan Carlos Palma : Ricardo
- Manolita Serra : Mme. Mouriño
- Walter Reyna : Rosendo
- Hilda Rey : Matilde
- Eduardo de Labar : Ramón
- Carmen Giménez : Rosaura

## Distinctions
Le film a été présenté en sélection officielle en compétition au Festival de Cannes 1952.